# Notepad2
Notepad2 — свободный текстовый редактор с открытым исходным кодом для Windows. Распространяется под лицензией BSD. Программа написана Флорианом Балмером с помощью компонента Scintilla, в апреле 2004 года. Текстовый редактор построен на принципах стандартного блокнота - быть маленьким, быстрым и полезным.

## Возможности
- Автоотступы.
- Проверка на открытие/закрытие скобок (bracket matching).
- Поддержка и конвертирование кодировок ASCII, UTF-8, UTF-16.
- Многоуровневый откат действий.
- Блочное выделение текста.
- Работа с DOS (CR/LF), UNIX (LF) и Macintosh (CR) форматами перевода строки.
- Регулярные выражения для поиска и замены.

## Подсветка синтаксиса
Notepad2 имеет подсветку синтаксиса для популярных языков программирования и разметки: ASP, Assembler, C, C++, C#, CGI, CSS, HTML, Java, JavaScript, NSIS, Pascal, Perl, PHP, Python, SQL, VB, VBScript, XHTML и XML, а также предоставляет подсветку синтаксиса для следующих форматов файлов: BAT, DIFF, INF, INI, REG и файлов конфигурации.

## Форки
В 2015 году был сделан форк Notepad2 под названием Notepad3. Он объединил в себе не только код Notepad2, но и изменения в известном среди пользователей оригинальной программы форке Notepad2-mod.